# Аксаков, Николай Иванович
Никола́й Ива́нович Акса́ков (1727 (или 1730) — 1802) — смоленский и ярославский гражданский губернатор, действительный тайный советник.

## Биография
Происходил из старинного дворянского рода Аксаковых. Сын майора Ивана Родионовича Аксакова.
Был записан рядовым в Троицкий драгунский полк 6 июля 1742 года. Начав действительную службу вскоре, 30 октября 1753 года был произведён в прапорщики, а через 2 года в подпоручики. Участвовал в Смилетней войне, воевал на территории Пруссии; четырёхлетняя служба здесь ознаменовалась боевыми отличиями и производством в капитаны 7 декабря 1758 года.
Уволенный 24 марта 1760 года в гражданскую службу с чином коллежского асессора, Аксаков 1 января 1761 года был определён воеводой (городничим) в город Романов, которым управлял 17 лет, проявляя уменье вести дела и направлять их к выгоде казны. В 1775 году, провёл расследование расхищения денежной казны Костромской провинции. Действия Аксакова во время чумы 1771 года обратили на него внимание правительства, находившего мероприятия, им придуманные, самыми надёжными средствами для прекращения распространения заразы. В период службы в Романове Аксаков был произведён в чин надворного советника.
Такая примерная служба воеводы побудила наместника А. П. Мельгунова назначить Аксакова советником ярославского наместнического правления (25 августа 1778); а 12 марта 1785 года коллежский советник Н. И. Аксаков был назначен председателем Ярославской палаты гражданского суда, произведён в статские, а в 1793 году — в действительные статские советники и за свою службу награждён орденом Святого Владимира 4-й, а затем и 3-й степени.
Император Павел I 30 января 1797 года назначил Аксакова Ярославским вице-губернатором и 14 октября того же года в числе других руководителей губерний «за усердие и отличие, оказываемые в исполнении возложенных должностей», произвёл его в тайные советники. Уже через месяц, 10 ноября, Н. И. Аксаков получил назначение Смоленским гражданским губернатором на место вышедшего в отставку П. И. Аршеневского, но ещё через месяц, 11 декабря, был возвращён в Ярославскую губернию — гражданским губернатором вместо Л. В. Тредьяковского, который был переведён в Смоленск.
Помимо этого, на свою коронацию 5 апреля 1797 года император пожаловал Аксакову 300 душ в Медынском уезде, а
в июне 1798 года при своём проезде через Ярославскую губернию наградил его орденом Святой Анны 1-й степени; 8 апреля 1800 года пожаловал его почётным командором ордена Св. Иоанна Иерусалимского.
Служба Аксакова на посту Ярославского губернатора завершилась 28 октября 1800 года:

Ярославского гражданского губернатора, тайного советника Аксакова увольняя от службы, всемилостивейше жалуем его в Наши действительные тайные советники и повелеваем получаемое им ныне жалованье обратить ему в пенсион, по жизнь; на месте же его быть генерал-лейтенанту Аксакову, переименовав его в тайные советники

Фактически, однако, Михаил Николаевич Аксаков не стал преемником отца в Ярославле: он числился в должности только три дня, и уже 1 ноября Павел I по его просьбе переименовал его обратно в генерал-лейтенанты с оставлением на прежнем месте члена Военной коллегии, а в губернатором в Ярославль на следующий день был назначен В. П. Слудин.
Николай Иванович Аксаков был похоронен в Толгском монастыре близ Ярославля.

## Семья
Аксаков был дважды женат: первым браком на дочери подполковника смоленской шляхты Февронии Измайловне Потёмкиной, от которой имел сына Михаила и дочь Анну; вторым браком — на Анне Петровне Меркуровой, умершей 8 июня 1817 года и похороненной вместе с мужем, от которой имел сына Евграфа и четырёх дочерей: воспитанницы Смольного Института благородных девиц Варвара, Мария, Александра, а также Екатерина.